# Orden de San Miguel del Ala

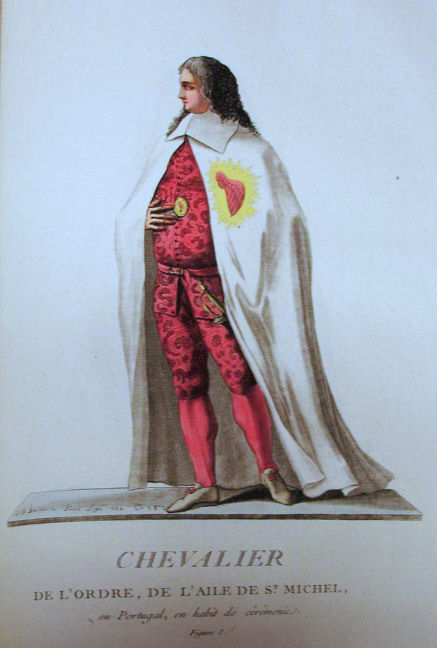
Traje solemne en 1778 ; Recueil de tous les costumes des ordres religieux et militaires, Jacques-Charles Bar.

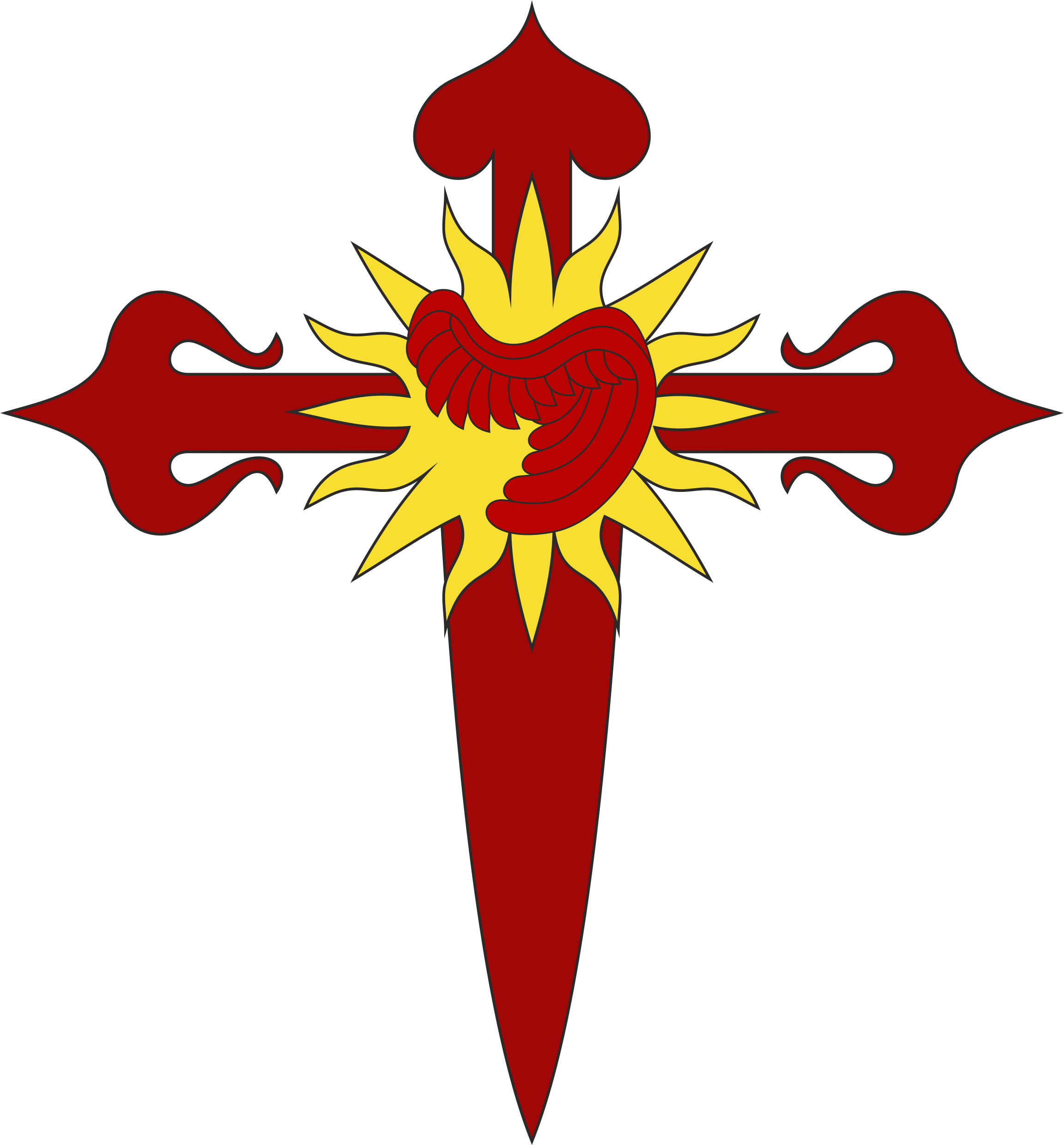
Emblema de la orden.

El rey Alfonso I de Portugal creó la Real Ecuestre y Militar Orden de San Miguel de Portugal o de San Miguel del Ala en 1166 para homenajear la aparición del arcángel San Miguel en una de las batallas que sostuvo contra los musulmanes.

## Historia
Se trata de una orden dinástica, una de las más antiguas y menos conocidas; se la menciona por vez primera en un breve del papa Alejandro III de 4 de enero de 1177, donde la denomina en latín Ordo equitum Sancte Michaelis sive de Ala consignando su fundación en 1165. Debían defender la religión, el reino, las viudas y los huérfanos. Su emblema es un ala púrpura rodeada de rayos de oro. La tradición la identifica con una parte de los caballeros que participaron en la batalla para tomar Santarém (1147). Sus grandes maestres han sido los reyes de Portugal.
La toma de la ciudad de Santarém se produjo el día de San Miguel (alado), el 8 de mayo, y, según la leyenda, este arcángel habría aparecido a los guerreros cristianos bajo la forma de un brazo armado y alado, ayudándolos a derrotar Los moros. En el caso de que estos hechos correspondieran a la verdad histórica, para conmemorar ese milagro, D. Afonso Henriques habría decidido por la fundación de una orden de caballería, que se convertiría así en el más antiguo orden de origen puramente portugués. En efecto, la ciudad de Santarém fue conquistada en marzo de 1147 (y no en mayo), como está claramente comprobado, pero no hay un solo documento coevo que pruebe la fundación de tal orden por el primer rey portugués.
La Orden de San Miguel del Ala ha sido reactivada durante la regencia de don Miguel de Braganza, funcionando como una orden secreta apoyando el absolutismo vinculado a las ideas Miguelistas y de alegado combatiente contra la Masonería. Después de la victoria de los Liberales en 1834, es extinta oficialmente, pero sigue existiendo clandestinamente, apoyando al ex infante don Miguel de Braganza en el exilio. [1]
En 1848, el ya entonces ex infante don Miguel de Braganza y el Partido Realista, recientemente formado para apoyar [2], consiguen que el Papa Pío IX la reestructuren militante y política, vocacionada para la defensa de la religión católica y para la restauración En Portugal de lo que consideraban la legítima sucesión. [1] Los Gran Maestros de la Orden serían siempre el rey de Portugal, su descendiente o representante, pasando a ser considerada una orden secreta por tener que vivir en la clandestinidad, que lucharía contra lo que ella consideraba ser como un usurpador al frente del Reino de Portugal. Poco se sabe, sin embargo, sobre su funcionamiento y sus miembros, ya que, según la tradición, este orden siempre habría tenido un carácter reservado y envuelto en un cierto misterio.
El cargo de Gran Maestre de la Orden sería a partir de ahí reivindicado por algunos descendientes del ex infante don Miguel (Miguel Januário, Duarte Nuno y Duarte Pio de Bragança), habiéndose, sin embargo, siempre procurado engrandecer su pasado a través de la Memoria relacionada con el fundador de la nacionalidad portuguesa.

## En la actualidad
Es Nuno da Câmara Pereira su Comendador Mor y el refundador de la Orden de San Miguel del Ala por escritura pública y consecuentemente bajo el ordenamiento jurídico-constitucional vigente desde 1981. Esta Orden fue miticamente fundada en 1147 por el rey D. Alfonso Henriques, En la conquista de la ciudad de Santarém a los moros y en memoria a la ayuda Celestial de San Miguel, de quien era particularmente devoto. Después de su reinado su continuidad es nebulosa y apócrifa su existencia. Después de su refundación fue considerado su Gran Maestre el Arcángel San Miguel e invitado a su protector Duarte Pío de Braganza que, diez años más tarde, se vino a auto-excluir de la Orden, evocándose a sí mismo el derecho de extinguir, fuera Del derecho y sin convocar a su capítulo general (Asamblea General), al mismo tiempo recreando irregularmente una Hermandad, sin reconocimiento canónico, con el mismo nombre, y motivó un cisma que lo llevó a la barra de los tribunales, perdiendo en toda la línea, En el derecho nato que reclamaba, considerando que su bisabuelo el don Miguel la había restaurado.
En 2007, el pretendiente Duarte Pio de Bragança fue investigado por el Ministerio de Economía e Innovación y posteriormente procesado por el diputado Nuno da Câmara Pereira, del Partido Popular Monárquico. Después de ver rechazado su petición para un título de don, el conocido fadista acusó al pretendido jefe de la Casa Real de robo de la patente de la Orden de San Miguel de Ala, lo que dio lugar a una larga batalla judicial. En 2009, el Tribunal Civil de Lisboa acabó por dar razón al exlíder del PPM y obligó a Duarte Pío a renunciar al nombre de la Orden. [4] La alegación hecha por Cámara Pereira es que, por haber hecho el registro civil del nombre en 1981, tiene los derechos de uso, similar al trato conferido a una marca. Sin embargo, siendo la Orden del Ala un antiguo orden dinástico portugués, su uso y dirección estarían aparentemente reservados al heredero del trono, como alegó Duarte Pio. En junio de 2011, el proceso volvió a ser noticia, cuando en varios periódicos publicaron que Duarte Pío había sido objeto de un embargo para pagar una indemnización al fadista. Sin embargo, las noticias fueron fácilmente desmentidas por Duarte Pio, en un comunicado. [5].
El Tribunal de Comercio de Lisboa condenó a Duarte Pío de Braganza a pagar indemnización a la Orden de San Miguel de Ala por uso indebido de los símbolos de la organización. [6]
En febrero de 2014, el Tribunal de Comercio de Lisboa condenó a Duarte Pio de Braganza a pagar a la Orden de San Miguel de Ala (OSMA) una indemnización por daños patrimoniales, debido al uso indebido de símbolos iguales o similares a los de la organización El Tribunal de la Relación, en 2015, confirmó en su totalidad la sentencia de la primera instancia. [7]
El 5 de octubre de 2015, el Tribunal Supremo de Justicia condenó definitivamente a Duarte Pío de Braganza, habiéndole prohibido hacer uso del nombre y de las insignias de la Orden de San Miguel de Ala, obligándolo a indemnizar a los legales poseedores de los derechos y Impidiéndole, incluso, solicitar nuevo recurso frente al referido proceso. Os tribunais civis finalmente decidiram em favor das reivindicações válidas e fundadas de Dom Duarte de Bragança, e em 7 de dezembro de 2015, Duarte Pio de Bragança venceu o caso e reteve os direitos legais.